# Hippotion sieberti
Hippotion sieberti är en fjärilsart som beskrevs av Adolf G. Closs 1909. Hippotion sieberti ingår i släktet Hippotion och familjen svärmare. Inga underarter finns listade i Catalogue of Life.